# Instrument wirtualny
Instrument wirtualny (również syntezator programowy, a ze względu na często używaną technologię VST także instrument VST albo VSTi) – program komputerowy spełniający rolę modułu brzmieniowego przy użyciu cyfrowego przetwarzania dźwięku. Może opierać się na dowolnym rodzaju syntezy, samplingu, itp.
W roku 1996 firma Steinberg Media Technologies wprowadziła technologię VST, która ułatwiła programistom pisanie programowych syntezatorów i efektów studyjnych.
Historycznie, niezwykle interesującym programem był Softsynth z 1985 roku, na 8-bitowe komputery Atari. Jak na owe czasy i epokę komputerów 8-bitowych miał ogromne możliwości, niestety był trudny w obsłudze, przez co jest na świecie kilka osób, które w nim wprawnie tworzyły. Program składa się z modułów: edytor obwiedni, edytora brzmień oraz kompozycyjnego. Ten ostatni jest interpreterem specjalnego języka MASIC (ang. Musician's All-Purpose Symbolic Instruction Code), więc w tym programie muzykę się programuje. Jeszcze większym problemem jest brak możliwości odsłuchu na bieżąco tego co się właśnie stworzyło - generuje to barierę wejścia, która skutecznie odstrasza twórców do dziś. To jednak nie odbiera temu programowi pierwszeństwa, jego unikalnych możliwości oraz braku dostępności podobnych programów na innych komputerach epoki w tym na pecetach.

## Przykładowe instrumenty
- Spectrasonics Omnisphere (a także Atmosphere, Trilogy i Stylus)
- Native Instruments FM8 (a także B4, Akoustik Piano, Elektrik Piano, Absynth, Battery, Kontakt, Reaktor, Massive)
- Arturia CS-80V (a także Moog Modular V, Minimoog V, Jupiter-8V, ARP2600 V, Prophet V, Brass, Storm)
- The Grand (Steinberg)
- Drumkit from Hell (Toontrack)